# Cmolas (gmina)
Pour la locatlité, voir Cmolas.
Cmolas [ˈt͡smɔlas] est une commune rurale de la Voïvodie des Basses-Carpates et du powiat de Kolbuszowa. Elle s'étend sur 134,1 km2 et comptait 7981 habitants en 2010.
Elle se situe à environ 6 kilomètres au nord de Kolbuszowa et à 35 kilomètres au nord-ouest de Rzeszów, qui est la capitale régionale.

## Géographie
La commune de Cmolas contient les villages et lieux-dits de Cmolas, Hadykówka, Jagodnik, Ostrowy Baranowskie, Ostrowy Tuszowskie, Poręby Dymarskie, Toporów et Trzęsówka.

## Communes voisines
Baranów Sandomierski, Kolbuszowa, Dzikowiec, Majdan Królewski, Mielec, Niwiska, Tuszów Narodowy

## Démographie
Le 30 juin 2004 La population du village est composée de :
```
* population          = 
7848

* hommes-nombre       = 3963
* hommes%-pourcentage = 50,5
* femmes-nombre       = 3885
* femmes%-pourcentage = 49,5
* densité             = 58,5
* hommes-densité      = 29,6
* femmes-densité      = 29
```

## Annexe